# 에이벨 1835
에이벨 1835는 처녀자리에 위치한 거대 은하단이다.

## 같이 보기
- 에이벨 2218
- 에이벨 은하단 목록